# Evgenij Klimov (sciatore)
Evgenij Dmitrievič Klimov, accreditato come Evgeniy Klimov dalla FIS (in russo Евгений Дмитриевич Климов?; Perm', 3 febbraio 1994), è un saltatore con gli sci ed ex combinatista nordico russo.

## Biografia

### Stagioni 2011-2014
Nella prima parte della sua carriera, iniziata nel febbraio del 2011, Klimov ha gareggiato prevalentemente nella combinata nordica; ha esordito in Coppa del Mondo il 2 febbraio 2012 a Kuusamo (30º) e ai Campionati mondiali a Val di Fiemme 2013, classificandosi 49º nel trampolino lungo e 12º nella gara a squadre.
Ha conquistato i suoi migliori piazzamenti in Coppa del Mondo, due ottavi posti, il 1º dicembre 2013 a Kuusamo e il 25 gennaio 2014 a Oberstdorf. Ai XXII Giochi olimpici invernali di Soči 2014, suo esordio olimpico, è stato 45º nel trampolino normale e 9º nella gara a squadre.

### Stagioni 2015-2022
Ha disputato la sua ultima gara nella Coppa del Mondo di combinata nordica il 4 gennaio 2015 a Schonach im Schwarzwald, senza concluderla; da allora si è dedicato principalmente al salto con gli sci, sebbene in questa specialità già ai Mondiali juniores di sci nordico del 2014, in Val di Fiemme, avesse conquistato la medaglia di bronzo nel trampolino normale.
Ai Mondiali di Falun 2015 si è classificato 35º nel trampolino lungo; in Coppa del Mondo ha esordito il 21 novembre 2015 a Klingenthal (10º) e ha conquistato il primo podio il 4 gennaio 2017 a Innsbruck (3º). Ai Mondiali di Lahti 2017 si è classificato 22º nel trampolino normale, 20º nel trampolino lungo, 9º nella gara a squadre dal trampolino lungo e 6º nella gara a squadre mista dal trampolino normale e ai XXIII Giochi olimpici invernali di Pyeongchang 2018 si è classificato 30º nel trampolino normale, 26º nel trampolino lungo e 7º nella gara a squadre.
Dopo aver conquistato la vittoria nella classifica generale del Summer Grand Prix 2018, Klimov ha iniziato la stagione invernale 2018-2019 ottenendo a Wisła la prima vittoria della carriera in Coppa del Mondo; ai successivi Mondiali di Seefeld in Tirol 2019 è stato 35º nel trampolino normale, 18º nel trampolino lungo, 9º nella gara a squadre e 7º nella gara a squadre mista, mentre a quelli di Oberstdorf 2021 si è classificato 18º nel trampolino normale, 23º nel trampolino lungo, 8º nella gara a squadre 7º nella gara a squadre mista. Ai XXIV Giochi olimpici invernali di Pechino 2022 ha vinto la medaglia d'argento nella gara a squadre mista e si è piazzato 5º nel trampolino normale, 18º nel trampolino lungo e 7º nella gara a squadre.

## Palmarès

### Combinata nordica

#### Coppa del Mondo
- Miglior piazzamento in classifica generale: 17º nel 2017

#### Coppa Continentale
- Miglior piazzamento in classifica generale: 81º nel 2013

### Salto con gli sci

#### Olimpiadi
- 1 medaglia:
  - 1 argento (gara a squadre mista a Pechino 2022)

#### Mondiali juniores
- 1 medaglia:
  - 1 bronzo (trampolino normale a Val di Fiemme 2014)

#### Coppa del Mondo
- Miglior piazzamento in classifica generale: 12º nel 2019
- 3 podi (tutti individuali):
  - 1 vittoria
  - 1 secondo posto
  - 1 terzo posto

#### Coppa del Mondo - vittorie
| Data             | Località | Nazione | Trampolino    |
| ---------------- | -------- | ------- | ------------- |
| 18 novembre 2018 | Wisła    | Polonia | Malinka HS134 |

##### Torneo dei quattro trampolini
- 1 podio di tappa[1]:
  - 1 terzo posto

#### Coppa Continentale
- Miglior piazzamento in classifica generale: 100º nel 2015

#### Summer Grand Prix
- Vincitore della classifica generale nel 2018
- 8 podi (tutti individuali):
  - 1 vittoria
  - 4 secondo posto
  - 3 terzi posti